# Клавдий Белик
Клавдий Белик (на латински: Claudius Bellicus; на гръцки: Κλαύδιος Βέλλικος) е римски управител на провинция Тракия (legatus Augusti pro praetore Thraciae) по времето на август Комод в периода 176 – 180 г.
Произхожда от знатния римски род Клавдии. Участва в издаването на монетни емисии чрез градската управа на Хадрианопол (дн. Едирне).